# Бём, Готфрид
Готфрид Бём (нем. Gottfried Böhm; 23 января 1920, Оффенбах-ам-Майн — 9 июня 2021) — немецкий архитектор и скульптор, лауреат Притцкеровской премии (1986). Сын экспрессиониста Доминика Бёма.

## Жизнь
В 1938 году Готфрид Бём закончил общеобразовательную школу в Кёльне, до 1942 года служил в армии. С 1942 по 1947 он учился в техническом институте и в академии искусств в Мюнхене. В 1947 он начал работу в архитектурном бюро своего отца Доминика Бёма, а после его смерти в 1955 году возглавил семейное предприятие.
На заре карьеры Бём в том числе работал в обществе восстановления в Кёльне. В 1963 году он стал профессором в Рейнско-Вестфальском техническом университете Ахена. В 1976 году стал членом Немецкой академии городского строения и земельного планирования.
Архив Доминика и Готфрида Бёма (чертежи, эскизы) с 2006 г. хранится в Немецком архитектурном музее (Франкфурт-на-Майне). По состоянию на 2007 год архитектурное бюро Бёма в Кёльне возглавляют его три сына Штефан, Петер и Пауль Бём.

## Проекты
- Жилой дом, Зег, 1946
- Капелла St.-Kolumba (Мадонна в развалинах), Кёльн, 1947-50
- Разные жилые дома в Кёльне, 1950-51
- Церковь St. Joseph, Кёльн, 1951-52
- Церковь St. Albert, Саарбрюккен, 1951-53
- Дом Kendler, Кёльн, 1953
- Восстановление церкви St. Antonius, Мюнстер, 1953
- Достройка церкви Liebfrauenkirche, Пютлинген, 1953-54 (вместе с отцом Доминикусом Бёмом)
- Церковь Rektoratskirche St. Konrad, Нойс, 1953-55
- Церковь Igreja Matriz, Бруски, Санта-Катарина, Бразилия, 1953-59
- Капелла Friedhofskapelle, Кёльн, 1954
- Церковь Igreja Matriz, Блуменау, Санта-Катарина, Бразилия, 1954
- Дом Бёма, Кёльн, 1954-55
- Церковь St. Theresia, Кёльн, 1954-55
- Церковь St. Paulus, Фельберт, 1954-55
- Церковь St. Anna, Кёльн, 1954-56
- Церковь St. Ursula, Хюрт, 1954-56 (Планировка Доменикуса Бёма)
- Церковь Heilig-Geist (святой дух), Эссен, 1955-56
- Католическая миссия Ching Liau, Тайвань, 1955-61
- Католическая церковь Unserer Lieben Frau, Оберхаузен, 1956
- Церковь St. Maria Königin, Дюссельдорф, 1956-59
- Работы в замке Godesburg, Бонн, 1956-61
- Церковь St. Fronleichnam, Кёльн, 1957-59
- Церковь St. Joseph, Гревенброх, 1957-59
- Церковь St. Maria (Fatima Friedenskirche), Кассель, 1957-59
- Церковь St. Johannes, Кобленц, новая постройка ренессансного фасада, 1958-59
- Церковь St. Christophorus, Ольденбург, 1958-61
- Церковь St. Josef, Кирспе, 1959—1961
- Католическая церковь при университетской клинике St. Johannes der Täufer, Кёльн, 1958-65
- Башня при церкви Королевы Марии (Maria Königin), Кёльн, 1959-60
- Церковь Herz-Jesu, Шильдген (Schildgen), 1959-60
- Атриум, Кёльн 1960
- Перестройка церкви Liebfrauen, Дюссельдорф, 1960
- Церковь Святого Криста (Heilig Kreuz), Трир, 1960
- Капелла при Хильдегардис Клинике (Hildegardis-Krankenhaus), Кёльн, 1961
- Церковь St. Stephan, Брюль, 1961-65
- Церковь St. Albertus Magnus, Бохум, 1962-65
- Пасторский центр Томас Морус (Thomas Morus), Гельзенкирхен, 1962-65
- Церковь St. Gertrud, Кёльн, 1962—1965
- Детская деревня Bethanien, Бергиш-Гладбах, 1962-68
- Дом престарелых St. Hildegardis и церковь St. Matthäus, Дюссельдорф, 1962-70
- Церковь St. Anna, Випперфюрт, 1963—1965
- Жилые квартиры Seeberg-Nord, Кёльн, 1963—1974
- Церковь St. Ignatius, Франкфурт на Майне, 1964-65
- Церковь St. Johannes-Baptist, Реда-Виденбрюк, 1964—1966
- Школа Клеменса Августа (Clemens-August-Schule), Бохольт, 1965-66
- Церковь St. Paul, Бохольт, 1966
- Церковь St. Adelheid, Тройсдорф, 1965-66
- Церковь St. Hubertus, Ахен, 1965-66
- Детская деревня Lago di Bracciano, Рим, 1965-66
- Собор Девы Марии в Фельберт-Невигес, 1966-68
- Достройка к Kolpinghaus, Кёльн, 1966-70
- Церковь Воскрешения Христа (Christi Auferstehung), Кёльн, 1967-70
- Детский сад St. Hermann Joseph, Кёльн, 1967-72
- Церковь, Кёльн, 1968
- Детская деревня, Бергиш-Гладбах, до 1968 Photo Архивная копия от 13 сентября 2019 на Wayback Machine
- Диоцезический музей, Падерборн, 1968-75
- Дом Пауль Бём, Мюнхен, 1969-70
- Церковь Святого Духа (Heilig Geist), Эркрат, 1969-70
- Восстановление руин замка Kauzenburg zum Hotel, Бад-Кройцнах, 1969-76
- Жилые и офисные здания, Бонн, 1970-80
- Паломническая церковь Maria vom Sieg, Опфенбах, 1972-76
- Церковь St. Matthias, Эссен, 1973-83
- Zublin офисное здание, 1985, Штутгарт Photo Архивная копия от 8 января 2008 на Wayback Machine
- Жилые постройки, Кёльн, 1973-86
- Ратуша, Райнберг, 1974-81
- Санирование Замка и новая постройка среднего Ризалитa, Саарбрюккен, 1977-89
- Жилые постройки Talstraße, Саарбрюккен, 1978
- Фасад Универмага Karstadt, Брауншвейг, 1978
- Городской дом, Саарбрюккен, 1979-84
- Судебное здание, Керпен, 1979-89
- Институт, Бремерхафен, 1979-85 и 1989-98
- Жилые постройки Prager Platz, Берлин, 1980
- Жилые постройки Fasanenplatz, Берлин, 1980-84
- Обновление Театра (Residenztheater), Мюнхен, 1983
- Жилое и офисное здание (Neues Steintor), Ганновер, 1984-89
- Городской театр, Итцехоэ, 1984-93
- Университетская библиотека и аудитории, Мангейм, 1986-87
- Железнодорожная станция и пешеходный мост, Нойлусхайм, 1986-87
- Районная ратуша, Кёльн, 1986-92
- Многоэтажный гараж-стоянка, Ландау, 1987
- Административное здание банка (Deutsche Bank), Люксембург, 1987-91
- Музей (Landesmuseum), Саарбрюккен, 1989
- Перестройка церкви St.-Maximin-Kirche, Трир, 1989-95
- Больница Bering, Берлин, 1989-99
- Выставочный павильон на EXPO 1992, Севилья, 1990
- Aдминистративное здание (Arbed Stahl), Люксембург, 1991-94
- WDR-Arkaden, Кёльн, 1991-96
- Отель an der Spree, Берлин, 1992-93
- Универмаг Peek & Cloppenburg, Берлин, 1993-95
- Ханс Отто театр, Потсдам, 1995—2000 (Достройка 2006) Photos
- Городская библиотека, Ульм, 1999—2000 Photo
- Филармония, Люксембург, 1996
- Модернизация площади перед железнодорожным вокзалом, Ахен, 1997
- Перестройка памятника Виктору Эммануилу II, Рим, 2000

## Признание
- 1967 Премия Союза немецких архитекторов, Кёльн.
- 1968 Премия Союза немецких архитекторов, Мюнстер
- 1971 Премия Союза немецких архитекторов, Дюссельдорф
- 1974 Премия Академии Искусств в Берлине
- 1975 Большая премия Союза немецких архитекторов, Бонн
- 1977 Премия F.-Villareal, Лима
- 1982 Большая золотая медаль Парижской академии архитектуры
- 1985 Премия Фрица Шумахера (Fritz-Schumacher-Preis), Гамбург
- 1986 Притцкеровская премия
- 1991 Избран почётным членом Королевского института британской архитектуры, Лондон
- 1993 Большая премия Sparkassen-Kulturstiftung Rheinland
- 1994 Почётная медаль Общества архитекторов и инженеров, Кёльн
- 1996 Государственная премия земли Северный Рейн-Вестфалия

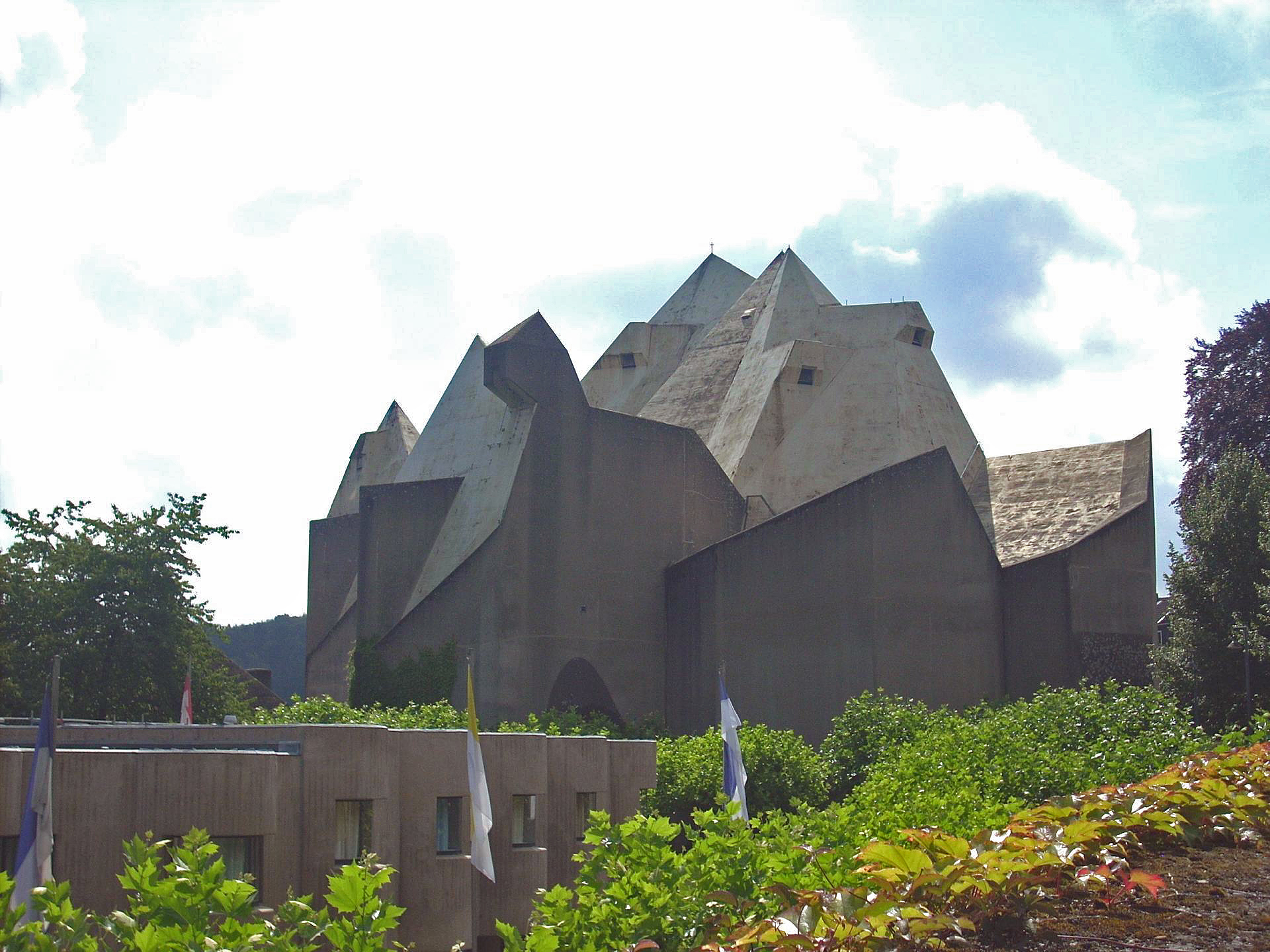
Собор Богородицы (Невигес)
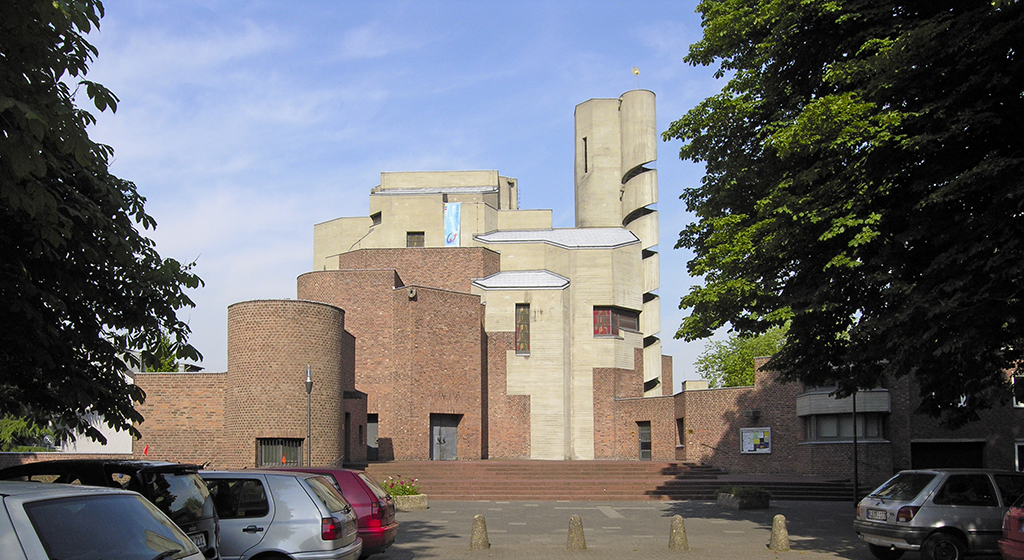
Церковь Воскресения Христа (Christi Auferstehung), Кёльн, 1967–70
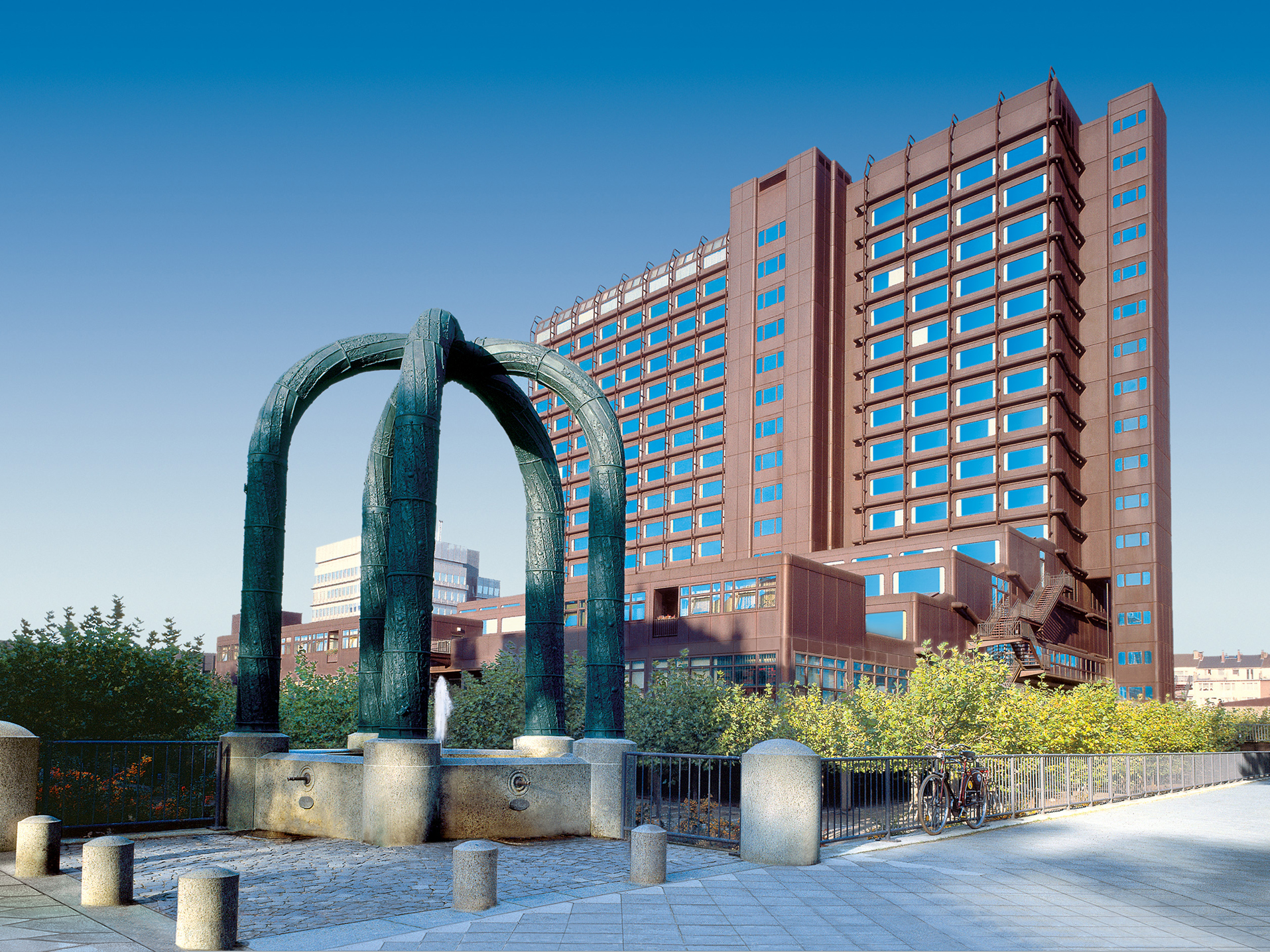
Министерство статистики СРВ, Главное здание, Дюссельдорф, 1972–75
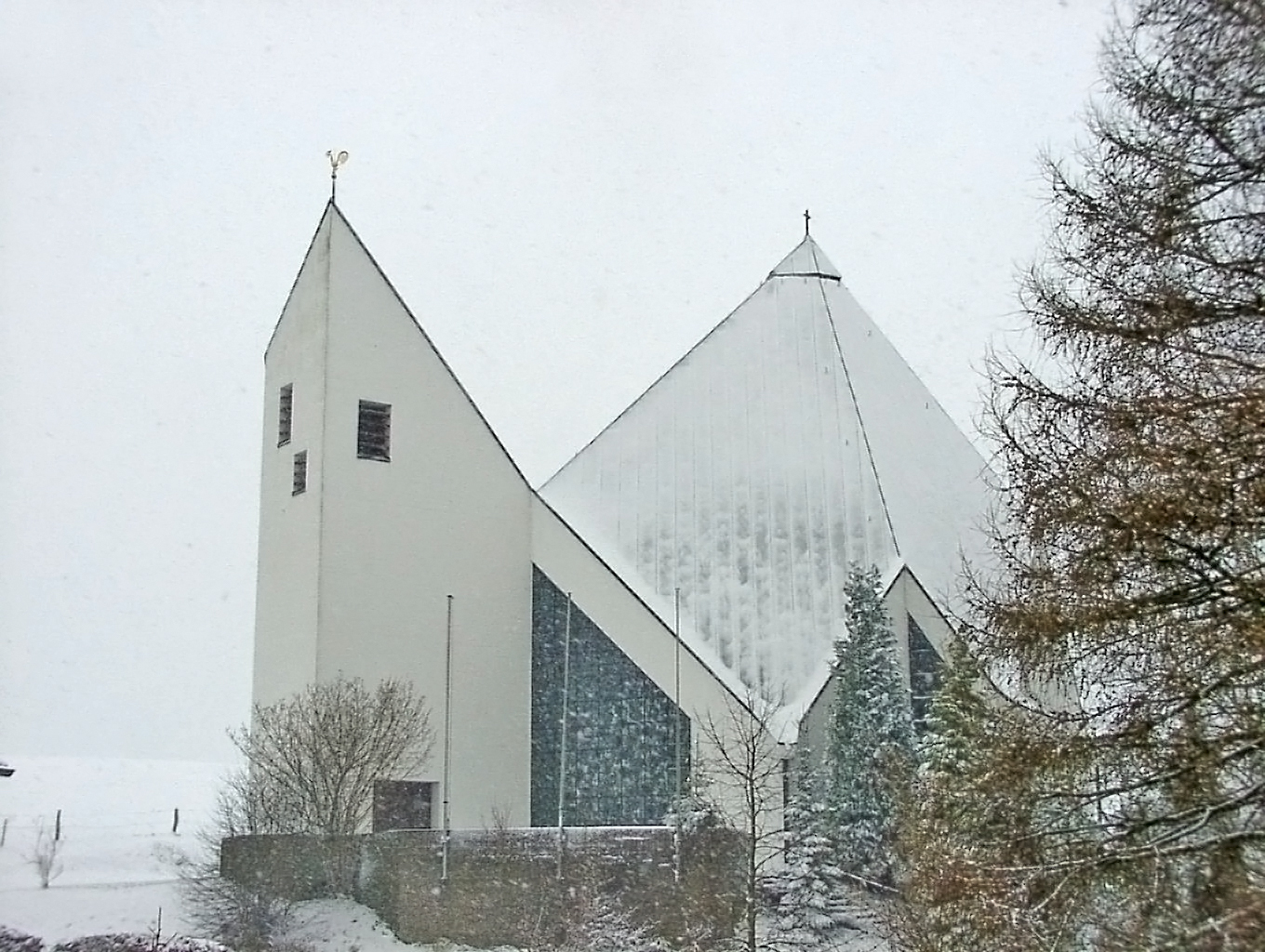
Церковь Св. Анны, Хемерн (Hämmern), 1963
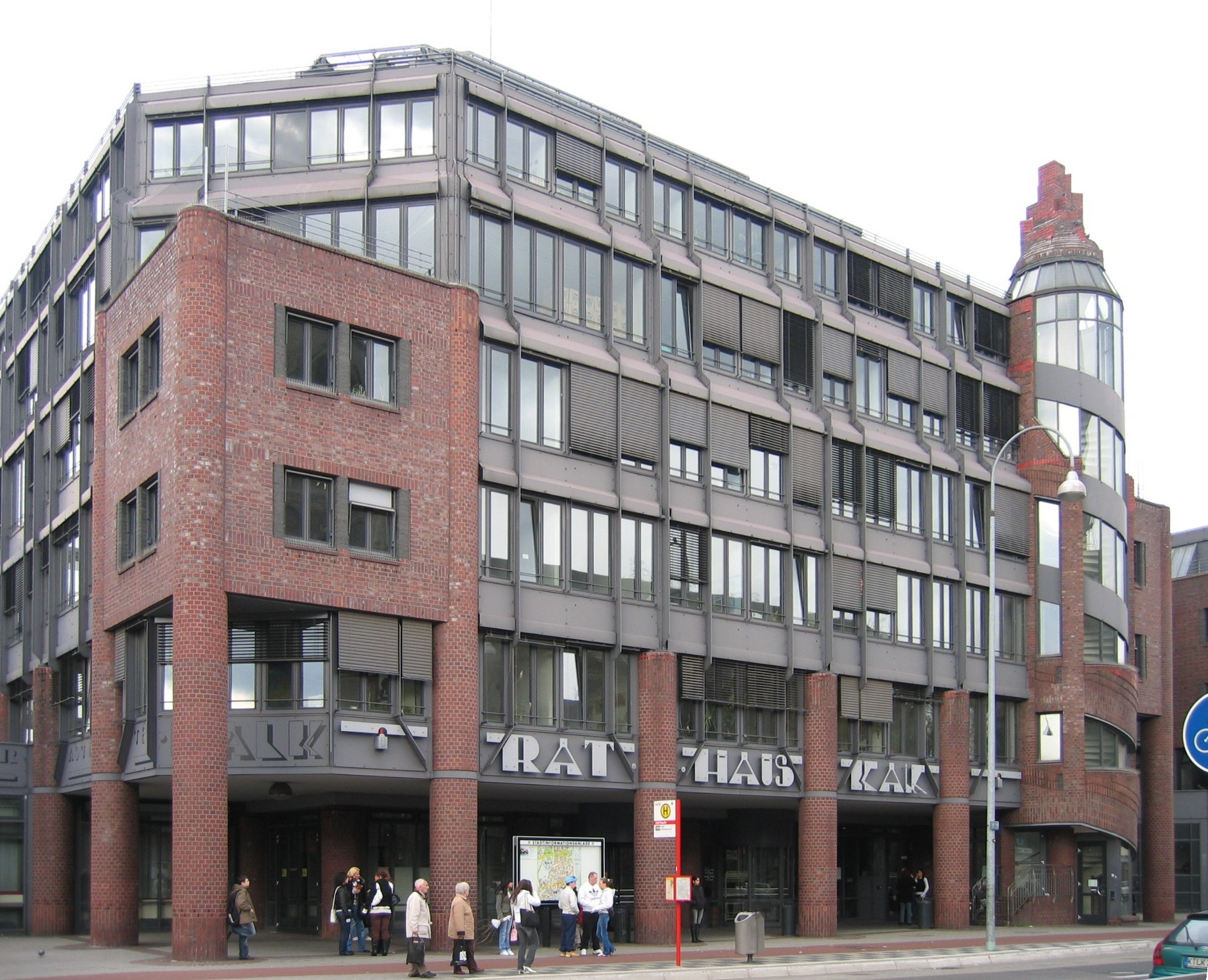
Районная ратуша в Кёльне, 1992
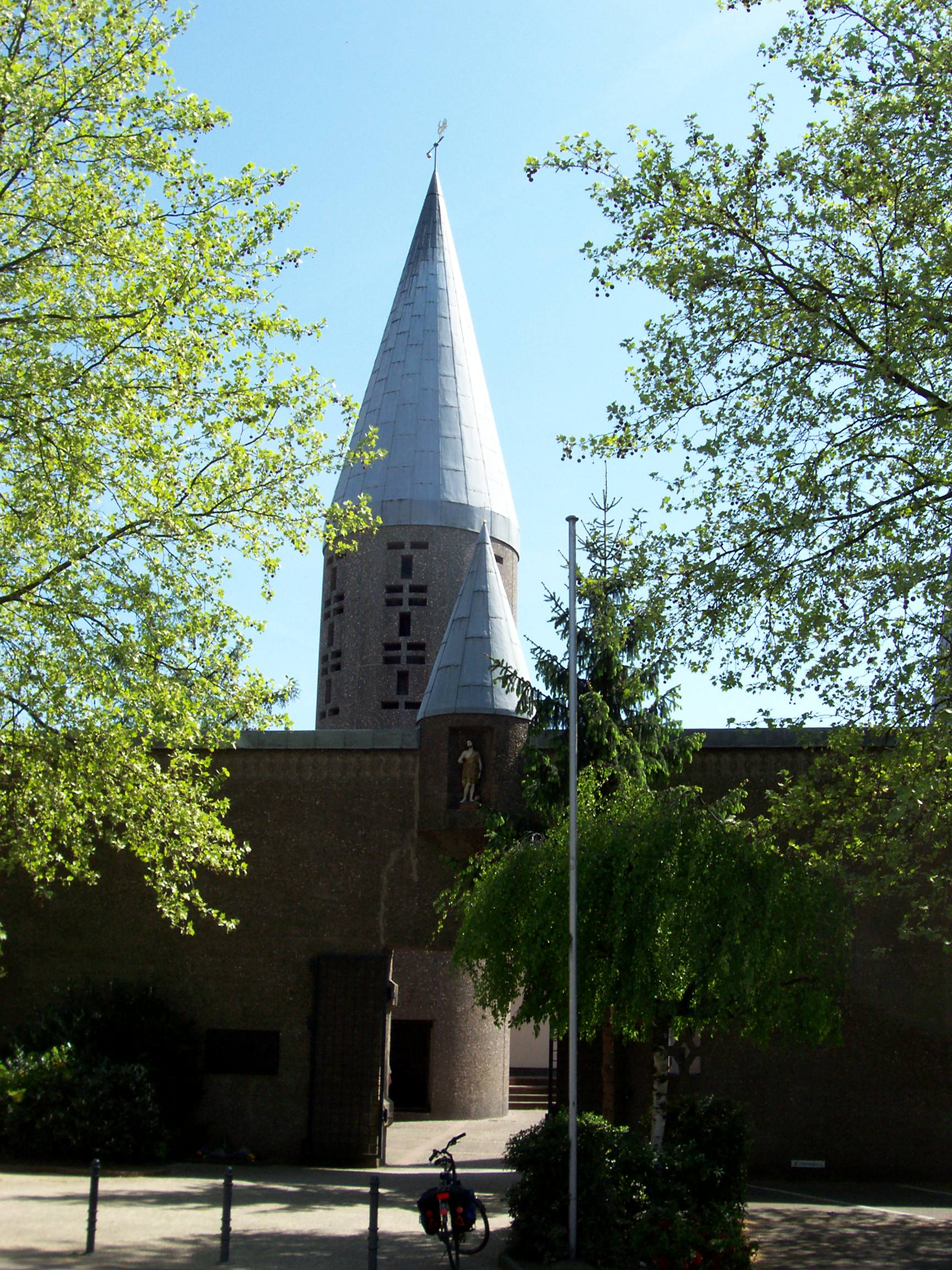
Церковь Сердца Иисуса (Herz-Jesu), Бергиш-Гладбах, 1959-60
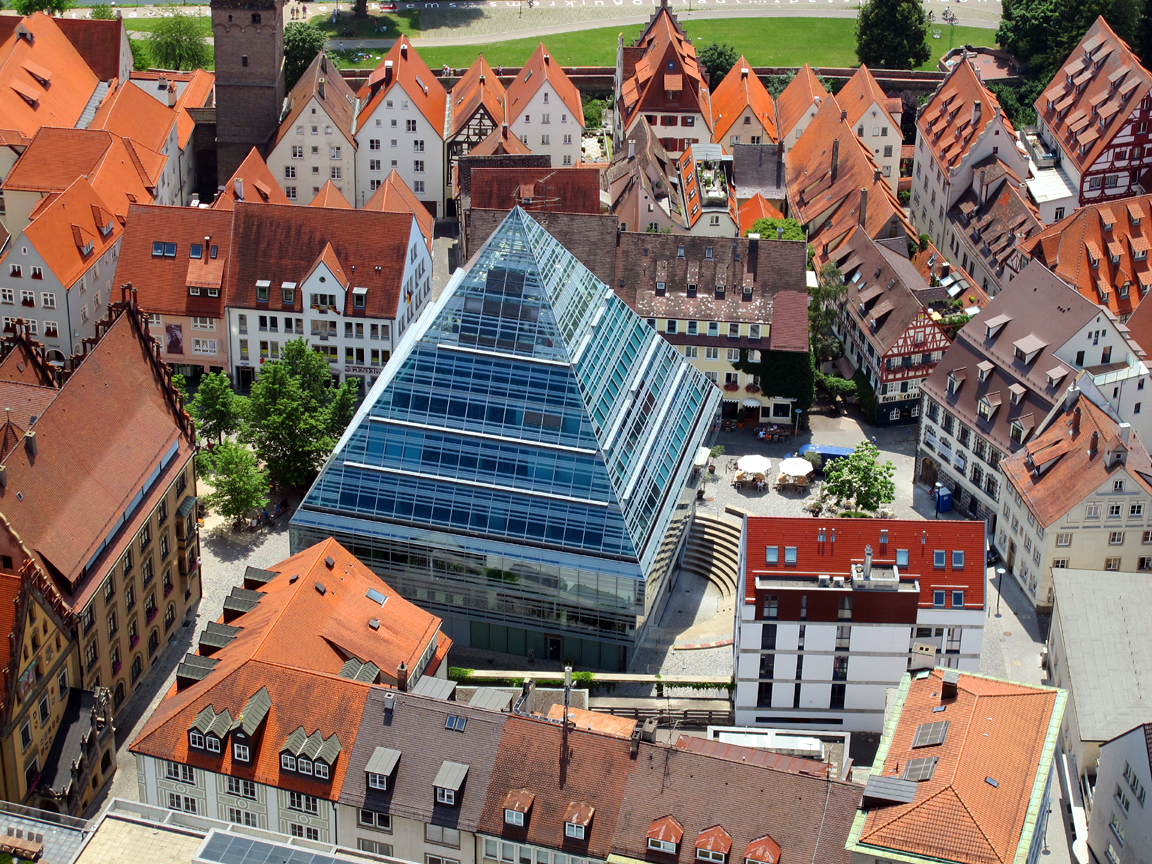
Городская библиотека Ульма, 2000